# Margarida Cordeiro
Maria Margarida Cordeiro (Brunhozinho, 5 de Julho de 1938), é uma psiquiatra e cineasta portuguesa que esteve na vanguarda do Novo Cinema Português.

## Biografia
Margarida Cordeiro é uma médica psiquiatra portuguesa e realizadora de cinema. Com António Reis, destacou-se na vanguarda do Novo Cinema português, na área do documentário, explorando as técnicas do cinema directo.
Co-realizou com António Reis a maior parte dos filmes deste cineasta português. O par tornou-se um caso único e paradigmático do cinema português.
O cinema de António Reis e de Margarida Cordeiro reflecte um universo poético sem paralelo no cinema português, abordando temas ligados à memória e à mitologia popular de Portugal. Inicia-se na actividade cinematográfica com o filme Jaime (1973), enquanto assistente de realização. (Ver: Novo Cinema)
Em 1976, lança seu primeiro filme como co-realizadora, Trás-os-Montes, que foi elogiado por críticos e realizadores como Serge Daney ou Jean Rouch.  Em 2019, Tiago Baptista, director do Arquivo Nacional de Imagens em Movimento (ANIM) da Cinemateca Portuguesa, revelou que o elevado número de solicitações de Trás-os-Montes obrigou à existência de duas cópias em suporte digital.
Seu último filme foi Rosa de Areia (1989), concluído cerca de dois anos antes da morte de António Reis.
Após Rosa de Areia, o projecto seguinte seria a adaptação da obra-prima do mexicano Juan Rulfo, Pedro Páramo, mas Reis morreu em 1991. Segundo uma reportagem especial do jornal Público, "Margarida quis continuar a ideia, chegou a ir ao México fazer pesquisa, mas recebeu recusas sucessivas de subsídio até o filme ser aprovado. Nunca chegou a ser feito".
Manuel Mozos, que trabalhou na montagem do Rosa de Areia, declarou: "Percebi muito bem o que era um trabalho de um casal, de um par, de duas cabeças que trabalham em conjunto. Mas no sistema português infelizmente a Margarida nunca mais teve hipótese, depois do falecimento do António, de poder continuar uma obra que julgo que manteria no espírito que tinha com o António".
Durante anos a imprensa falava dos filmes como se fossem feitos apenas por Reis e omitia o nome de Margarida o que a levou a apresentar queixas contra os jornais em várias instâncias.
Em 2018, o Porto/Post/Doc dedicou uma retrospectiva a António Reis e Margarida Cordeiro, com cópias digitais preparadas pela Cinemateca Portuguesa.

## Reconhecimento
Margarida Cordeiro foi homenageada, mais Antonio Reis a titulo postumo, no Porto/Post/Doc em 2018 com uma retrospectiva da sua obra.
Em 2019 recebeu o Prémio Nacional Aurélio Paz dos Reis, na 16.ª edição da MIFEC - Mostra Internacional de Filmes de Escolas de Cinema 
O Ministério da Cultura português, distiguiu-a com a Medalha de Mérito Cultural. 

## Vida pessoal
Em 1977, o par teve uma filha, Ana Umbelina Cordeiro Reis, que desde 1999, desenvolve trabalho artístico como escritora, compositora, criadora de videoarte e arte visual, sob os pseudónimos de "Hyaena Fierling Reich" e também de "Cernozem".

## Filmografia
Como assistente de realização:
- 1973 - Jaime [16]

Como co-realizadora:
- 1975 - Trás-os-Montes [17][18]
- 1981 - Ana [19]
- 1989 - Rosa de Areia [20][21]